# Mic On
Mic On — дванадцятий мініальбом південнокорейського жіночого гурту Mamamoo. Він вийшов 11 жовтня 2022 року на лейблі RBW. Мініальбом складається з трьох пісень, включаючи головний сингл «Illella».

## Композиція
Mic On містить три пісні. Мініальбом відкривається піснею «1,2,3 Eoi!», «майстерним» треком, що містить елементи електроніки та хіп-хопу, який додає плавну, джазову текстуру і доповнює вокал у приспіві. Після йде заголовна пісня «Illella», що відкривається «яскравими» ad libitum та «насиченим» вокалом на фоні потужного інструментального реггетону, змішаного з гітарними рифами та «дзвінкою перкусією» в аранжуванні. Заключний трек «LIEC» є піснею в стилі ню-диско, NME зазначив, що пісня схожа на сингл гурту «Um Oh Ah Yeh» з третього мініальбому Pink Funky (2015).

## Список композицій
| #    | Назва                           | Автор слів                                                               | Автор музики                       | Аранжування | Тривалість |
| ---- | ------------------------------- | ------------------------------------------------------------------------ | ---------------------------------- | ----------- | ---------- |
| 1.   | «1, 2, 3 Eoi!» (하나둘셋 어이!) | Kim Do-hoon (RBW) Kim Min-gi (RBW) Inner Child (MonoTree) Solar Moonbyul | Kim D. Kim M. Moonbyul Inner Child | Kim M.      | 2:56       |
| 2.   | «Illella» (일낼라)              | Kim D. Kang Ji-won Cosmic Girl (RBW) Moonbyul Inner Child                | Kim D. Kang Moonbyul Inner Child   | Kang        | 2:46       |
| 3.   | «L.I.E.C»                       | Kim D. Kang Seo Yong-bae (RBW)                                           | Kim D. Kang Seo                    | Kang Seo    | 2:58       |
| 8:40 |                                 |                                                                          |                                    |             |            |

## Чарти
| Чарт (2022)                  | Найвища позиція |
| ---------------------------- | --------------- |
| South Korean Albums (Circle) | 7               |

| Чарт (2022)                  | Найвища позиція |
| ---------------------------- | --------------- |
| South Korean Albums (Circle) | 18              |